# Prime emissioni di posta aerea nel mondo
Ecco di seguito riportate le prime emissioni di posta aerea nel mondo, riconosciute dall'Unione postale universale:
(Paese, data d'emissione, descrizione)
- Afghanistan - 1939 - Aereo in volo - Serie di 3 valori (ristampati con nuovi colori e dentellature nel 1948).
- Africa Equatoriale Francese - 1937 - Aerei in volo - Serie di 8 valori.
- Africa Occidentale Francese - 1945 - Soggetti dell'Africa Equatoriale Francese con legenda Afrique Occidentale Française - Serie di 3 valori.
- Africa Occidentale Spagnola - 1949 - Giornata del francobollo - 5 pesetas  (francobolli validi per il territorio sahariano spagnolo).
- Africa Orientale italiana - 1938 - Soggetti diversi - Serie di 13 valori (di cui due aeroespressi).
- Aitutaki - 1974 - Scoperta di Aitutaki da parte di W. Bligh sul H.M.S. "Bounty" - Soggetti diversi - 6 valori.
- Ajman - 1965 - Sceicco Rashid bin Hamaïd el Naïmi e uccelli diversi - Serie di 9 valori di Posta Aerea (Air Mail) e Serie di 4 valori per il Servizio di Posta Aerea (Air Mail on states's service).
- Alaouites (Territori di) - 1925 - Francobolli di Francia soprastampati in caratteri arabi e nuovo valore - Serie di 4 valori. Sempre nello stesso anno furono soprastampati anche altri 4 valori di Syria, con "Avion" (noti anche con soprastampa invertita).
- Alexandrette - 1938 - Francobolli di Posta aerea di Syria, soprastampati "Sandjak d'Alexandrette" - Serie di 8 valori.
- Algeria - 1946/47 - Serie aerea - 7 valori (5 F., 5 F. scontato -10%, 10 F., 15 F., 20 F. due tipi, 25 F. e 40 F.). Il 5 Fr. fu ribassato per Decreto del Governo Francese nel 1947.
- Alto Volta - 1961 - Soggetti diversi - 3 valori (100, 200 e 500 Fr.).
- Angola - 1938 - Aereo in volo sul mondo - Serie di 9 valori. (Il 5 a. è stato anche soprastampato nel 1939 per l'Esposizione Internazionale di New York).
- Antille Olandesi - 1968 - Aerei diversi - Compagnia aerea olandese KLM - Serie di 3 valori (unica serie di Posta aerea).
- Arabia Saudita - 1949 - Aereo di Linea Ambassador - Serie di 6 valori.
- Argentina - 1928 - Soggetti diversi - Serie di 19 valori. Da segnalare nel 1930 la serie precedente soprastampata, per il volo speciale dello Zeppelin (serie di 6 valori).
- Australia - 1920 - Raid aereo dell'aviatore Ross-Smith da Londra a Melbourne - Francobollo precursore, di colore blu scuro, applicato sulle lettere viaggiate col volo. Del 1929 il primo francobollo regolare per l'uso di Posta aerea in Australia (3 p. verde).
- Bahamas - 1984 - Bicentenario dell'ascesa dell'uomo nell'atmosfera - Mezzi aerei - Serie di 4 valori.
- Benin (ex Dahomey) - 1976 - Giochi Olimpici d'Inverno di Innsbruck 1976 - Sports - Serie di 3 valori.
- Bhoutan - 1967 - Francobolli ordinari soprastampati con elicottero o aereo e "Air Mail" - Serie di 20 valori.
- Bolivia - 1928 - Francobolli del L.A.B. (Lloyd Aereo Boliviano) - Serie di 3 valori.
- Brasile - 1927 - Francobolli soprastampati "Serviço Aereo" e valore in Rs. - Serie di 16 valori (conosciuto un errore di valore). Sono noti alcuni francobolli realizzati da compagnie aeree private (Condor, E.T.A. e Varig), regolarmente viaggiati anche per voli speciali, come il volo Zeppelin del 1930. I francobolli delle compagnie furono regolarmente accettati anche dalle poste brasiliane.
- Burundi - 1964 - Animali diversi - Serie di 7 valori.
- Cambogia - 1953 - Divinità Kinnari - Serie di 9 valori (alcuni emessi anche in foglietto).
- Cameroun - 1941 - Soggetti vari - Serie di 11 valori.
- Canada - 1928 - Allegoria - 5 c. bruno - Dentellatura 12 - 1 valore.
- Capo Verde - 1938 - Tipo Serie Aerea dell'Angola, con legenda "Cabo Verde" - Serie di 9 valori.
- Cile - 1927 - Serie di non emessi soprastampati per la Posta aerea - Centenario della Battaglia di Maipo - Serie di 5 valori (Rari).
- Cina - 1921 - Aereo sulla Grande Muraglia - Serie di 5 valori. Da segnalare il particolare valore di Franchigia Aerea, emesso nel 1945, che fu soprastampato anche a Taiwan, con caratteri cinesi.
- Cina (Singkiang) (Turkestan Orientale) - 1932/33 - Soprastampa in caratteri cinesi, realizzata per l'uso nella capitale del Turkestan Or. Tihwa - Serie di 4 valori (Rari).
- Cina (Occupazione Giapponese di Shanghai e Nankin) - 1941/42 - Francobolli di Posta Aerea di Cina, soprastampati con valore in yen e caratteri giapponesi. Serie di 7 valori. Da segnalare la curiosa Serie emessa nel 1945 dei francobolli precedenti, soprastampati con nuovo valore e una bomba (Serie di 4 valori).
- Colombia - 18 giugno 1919 - Primo servizio postale aereo Barranquilla-Puerto Colombia - Francobollo ordinario da 2 c. rosso carminio, soprastampato "1er. Servicio Postal Aereo 6-18-19", venduto come soprattassa per il trasporto aereo. Nel 1920 la "Compania Colombiana de Navigacion Aerea" emise particolari francobolli, da utilizzarsi come soprattassa aerea, Serie di 13 valori da 0,10 $ l'uno, raffiguranti le varie tratte della Compagnia e i velivoli in volo (serie molto rara). Tre degli stessi valori esistono anche soprastampati 0,20 $. A detta compagnia si affiancò anche la S.C.A.D.T.A. (Società Colombo-Tedesca di Trasporto Aereo), che emise sempre nel 1920 una Serie di 5 valori, che furono anche soprastampati con nuovo valore (0,30 $). Quest'ultima compagnia si aggiudicò il trasporto postale aereo della Colombia.
- Comores (Isole) - 1950/53 - Soggetti vari - Serie di 3 valori.
- Congo - 1960 - Giochi Olimpici di Roma - Francobollo soprastampato dell'Africa Equatoriale Francese - 250 F. su 500 F. verde-nero, nero e blu.
- Congo Belga - 1926/30 - Soggetti vari con aereo in volo - francobolli bicolori - Serie di 6 valori.
- Cook (Isole) - 1966 - Serie ordinaria soprastampata con nuovi valori e un piccolo aereo - Serie di 9 valori.
- Corea del Nord - 1958 - Aereo in volo su Pyongyang - 20 wn. blu - 1 valore.
- Corea del Sud - 1947/50 - Aereo - grande formato - Serie di 3 valori. Filigrana del Giappone. Da segnalare nel 1949 il francobollo di Posta aerea per l'inaugurazione del servizio postale aereo interno da 60 wn.
- Costa d'Avorio - 1940 - Aereo in volo - Serie di 5 valori (noti anche senza la scritta Cote d'Avoire).
- Costa Rica - 1926 - Aereo in volo - 20 c. oltremare - 1 valore. Nel 1934 vennero emessi anche valori per il Servizio per la Posta aerea (Serie di 13 valori).
- Cuba - 1927 - Idrovolante che sorvola il porto de L'Avana - 5 c. blu su azzurro - 1 valore. Da segnalare nel 1928 lo speciale francobollo soprastampato per il volo di Lindbergh verso l'America del Sud e nel 1930 l'emissione del francobollo per l'inaugurazione della linea aerea interna in Cuba.
- Curaçao - 1929 - Francobolli della Serie ordinaria, soprastampati "Luchtpost" e nuovo valore - Serie di 3 valori.
- Dahomey - 1940 Aereo in volo - Tipo della Costa d'Avorio con legenda "Dahomey" - 5 valori (Da notare che ora il territorio si chiama Benin).
- Dominicana (Repubblica) - 1928 - Visita del colonnello Lindbergh - 10 c. blu-violetto - 1 valore. Del 1930/31 la Serie aerea di uso normale (Serie di 8 valori).
- Dubai - 1963 - Soggetti vari - Serie di 8 valori.
- Egitto - 1926/29 - Linea aerea Il Cairo-Baghdad - Serie di 2 valori - Aereo in volo - 2 valori da 27 m. - Da segnalare nel 1931 i due francobolli soprastampati per il volo Zeppelin, Serie di 2 valori.
- Ecuador - 1928 - Serie di 5 valori più uno soprastampati da una compagnia aerea privata, francobolli non venduti alle poste, ma utilizzati dalla compagnia per il trasporto aereo. Soprastampa "Ecuador Provvisional" e il valore in Sucre. La prima emissione autorizzata di Posta aerea è del 1929, Serie di 11 valori (10 più uno soprastampato "R"). Questi ultimi furono anche soprastampati "Oficial" per il Servizio per la Posta aerea (Serie di 8 valori).
- Etiopia - 1929 - Creazione della flotta aerea etiope - Serie ordinaria, soprastampata con caratteri e un aereo, in violetto o rosso - Serie di 10 valori.
- Filippine - 1926 - Volo Madrid-Manila degli aviatori Gallarza e Loriga - Serie ordinaria, con sorpastampa "Air Mial 1926 Madrid-Manila" e piccola elica - Serie di 14 valori. Fino al 1933 furono emesse alcune serie di primi voli ad opera vari aviatori.
- Fujeira - 1965 - Sceicco Mohammed Ben Hamad Al Sarji e animali diversi - Serie di 9 valori (Air Mail) e Serie di 4 valori per il Servizio di Posta Aerea (Air Mail on states's service).
- Gabon - 1960 - Francobollo dedicato al Dr. Schweitzer - 200 Fr. verde, bruno lilla e blu.
- Ghana - 1958 - Inaugurazione della Ghana Airways, luglio '58 - Soggetti vari - Serie di 4 valori.
- Giappone - 1919 - Francobolli ordinari soprastampati con un piccolo aereo - Serie di 2 valori (rari).
- Giordania - 1950 - Serie ordinaria - Aereo sul mondo - Serie di 7 valori.
- Grenada - 1972 - Giochi Olimpici Invernali di Sapporo - Francobolli di Posta ordinaria, soprastampati (emessi anche in Foglietto) - Serie di 2 valori. Sempre lo stesso anno è stata emessa anche una Serie definitiva di Posta aerea di 17 valori, francobolli ordinari soprastampati con AIR MAIL e nuovo valore
- Guadalupe - 1942 - A favore delle opere di protezione dell'infanzia indigena - 2 valori - Non emessi.
- Guatemala - 1929/34 - Francobolli Serie ordinaria, soprastampati "SERVICIO POSTAL AEREO AÑO DE 1928 Q...." con il valore - Serie di 5 valori (uno soprastampato nel 1934).
- Guinea-Bissau - 1976 - Bicentenario dell'Indipendenza degli Stati Uniti d'America - 2 valori.
- Guinea francese - 1959 - Aereo in volo - 3 valori (100, 200 e 500 Fr.).
- Guinea Spagnola - 1941 - Posta aerea intercontinentale - Fiscale soprastampato "Habilitado para Correo Aèreo..." - 1 p. su 17 p.
- Guyana francese - 1921 - Emissione speciale di S.Laurent du Maroni - 75 c. violetto dentellato a punti o non dentellato, stampato anche su carta vergata azzurrata. Sempre del 1921 l'emissione di Cayenna (3 valori) e l'emissione generale d 7 valori e 5 sottotipi principali.
- Guyana inglese - 1981 - Matrimonio reale inglese tra Diana Spencer e il Principe Carlo d'Inghilterra - 1,10 D. su 2 D. - 1 valore. La posta aerea ovviamente era in uso assai prima in questo territorio.
- Haiti - 1929/30 - Aereo che sorvola Port-au-Prince - 4 valori. Da segnalare nel 1933 l'emissione di un valore soprastampato per il Primo Volo diretto New York-Port-au-Prince.
- Honduras - 1925 - Francobolli ordinari soprastampati "AERO CORREO" in nero, rosso o blu - Serie di 9 valori. Sono noti anche rari Tete-beche.
- Ifni - 1940 - Francobolli di Spagna soprastampati (serie di Burgos) - Serie di 11 valori. (Territorio dal 1963 facente parte del Marocco).
- India (indipendente) - 1947 - Indipendenza - Aereo Douglas DC-4 - 12 anna oltremare - 1 valore.
- India inglese 1929 - Re Giorgio d'Inghilterra con l'aereo D.H. Hercules - Serie di 6 valori. (Uno dei rari casi di francobolli di posta aerea dell'area anglofona)
- India Olandese - 1928 - Francobolli ordinari soprastampati "Luchtpost" e aereo - Serie di 5 valori.
- India Portoghese - 1938 - Francobolli d'Angola con la legenda "Estado de India" - Serie di 8 valori.
- Iraq - 1949 - Aereo e vedute - 2 formati - Serie di 8 valori.
- Iran - 1927 - Serie ordinaria soprastampata con caratteri arabi, aereo e la scritta "Poste aérienne" - Serie di 16 valori (tra cui i tre rari alti valori).
- Israele - 1950 - Disegni di uccelli - Serie di 6 valori (noti anche con appendice, raro in particolare il 100 p.)
- Kiribati (isole) - 1994 - Francobolli autoadesivi per il trasporto aereo prioritario - Serie di 18 valori.
- Kuwait - 1934 - Francobolli di Posta aerea dell'India inglese, soprastampati "Kuwait" - Serie di 4 valori (raro il 4 anna).
- Laos - 1952 - Soggetti vari - 4 valori.
- Libano - 1924 - Francobolli di Francia soprastampati "Poste par Avion - Grand Liban" e il valore in Piastre - 4 valori.
- Liberia - 1936 - Inaugurazione del primo servizio aereo - Centro nero - Serie di 6 valori.
- Libya - 1928/29 - Francobolli d'Italia soprastampti "Libia" - Serie di 2 valori. La prima serie della Libya indipendente è del 1965, 1 valore, dedicato all'Anno di Cooperazione Internazionale.
- Macao - 1936 - Serie ordinaria soprastampata "Avião", caratteri vari e nuovo valore - Serie di 6 valori.
- Madagascar - 1935/38 - Cartina in rosso e aereo in volo - Serie di 15 valori (nota anche non dentellata, ad esclusione del valore da 50 fr.).
- Mali - 1959 - Tricentenario di St.Luis du Senegal - 1 valore - 85 Fr. policromo.
- Manama - 1967 - Mezzi di locomozione (Tipi di Ajman soprastampati) - Serie di 5 valori.
- Manciuria - 1936/37 - Aereo in volo su paesaggi - Serie di 4 valori.
- Marocco - 1922/27 - Aereo in volo su Casablanca - Serie di 11 valori (con sottotipi). Noti anche non dentellati, sia nuovi che usati.
- Marocco spagnolo - 1938 - Soggetti diversi - Serie di 10 valori, noti anche non dentellati (Rari).
- Marocco spagnolo (Zona Nord) - 1956 - Quadrimotore "Constellation" che sorvola diversi paesaggi - Serie di 4 valori.
- Mauritania - 1940 - Aereo in volo - Tipo della Costa d'Avorio con legenda "Mauritanie" - 5 valori.
- Messico - 1922/27 - Uccello in volo - 50 c. blu scuro e carminio - Emesso in due tirature. Riemesso poi con un'altra filigrana, insieme ad altri due valori nel 1927, soprastampti anche con "E" per il Servizio per la Posta aerea su due valori.
- Mongolia - 1961 - 40º Anniversario dell'indipendenza della Mongolia - Soggetti diversi - Serie di 3 valori, emessi anche in Foglietto insieme ai valori di Posta ordinaria.
- Mozambico - 1938/39 - Serie Aerea dell'Angola, con legenda "Mocambique" - Serie di 9 valori.
- Mozambico (Compagnia del) - 1935 - Inaugurazione del servizio aereo - Serie di 10 valori di formato triangolare.
- Nazioni Unite (Ufficio di New York) - 1951/57 - Uccelli stilizzati in volo - Serie di 4 valori. Del valore da 25 c. esiste una ristampa del 1958, blu scuro anziché oltremare scuro.
- Nepal - 1967 - Anno Internazionale del Turismo - 1,80 R. blu, rosso e blu scuro - Aereo in volo su un paesaggio - 1 valore.
- New Foundland - 1919 Primo Volo Trans-Atlantico - Francobollo ordinario da 3c. soprastampato "First Trans- Atlantic Air Post. April. 1919.". Sempre del '19 Volo per Londra, francobollo ordinario da 1D. su 15c. soprastampato "Trans-Atlantic AIR POST 1919 ONE DOLLAR". Del 1921 l'Esperimento di trasporto postale da St.Johns ad Halifax, francobollo ordinario da 35c.  soprastampato "AIR MAIL to Halifax. N.S 1921". Del 1927 il francobollo per il Volo Terranova (New Founland)-Italia - Soprastampa rossa "Air Mail DE PINEDO 1927", francobollo da 60 c. nero (molto raro). Altro francobollo storico, "Trans Atlantic AIR MAIL By B.M. "Columbia" September 1930 Fifty Cents", Francobollo ordinario sorpastampato 50c. su 36c. Da segnalare nel 1932 il francobollo da 1,50D. per il Volo Trans-atlantico "West to Est" e nel 1933 il francobollo per il Volo Terranova-Europa del Gen. Italo Balbo (raro).
- Nicaragua - 1929 - Tipi Serie ordinaria, sorpastampati "Correo Aereo 1929 P.A.A." - Serie di 3 valori. Sempre nel 1929 furono emessi i francobolli anche di Servizio per la Posta Aerea, soprastampando i francobolli di servizio con "Correo Aereo", Serie di 2 valori.
- Niger - 1940 - Aereo in volo - Tipo della Costa d'Avorio con legenda "Niger" - 5 valori.
- Nuova Caledonia - 1932 - Primo collegamento aereo Francia-Nuova Caledonia - Soprastampa su francobolli ordinari di un aereo con la scritta "Paris-Noumèa - Verneilh-Dèvé-Munch 5 avril 1932" - Serie di 2 valori (rari). L'anno seguente a Parigi fu soprastampata l'intera serie ordinaria a commemorazione del primo volo diretto (26 valori).
- Nuova Guinea - 1931 - Serie ordinaria soprastampata "Air mail" e piccolo aereo in volo - Serie di 13 valori (esiste con la varietà "I" di Mail piccola). Sempre nel '31 venne soprastampata un'altra serie, con soprastampa modificata, Serie di 14 valori. Queste serie sono rare.
- Nuova Zelanda - 1931 - Serie di 3 valori più uno soprastampato (5p. su 3p.).
- Oceania francese (isole) - 1934 - Aereo in volo - 5 Fr. verde - 1 valore.
- Pakistan - 1962 - Primo volo a reazione tra Karachi e Dacca - Francobollo Ordinario soprastampato in rosso con un piccolo aereo e nuovo valore.
- Palau - Fauna - 1984 - Uccelli - Serie di 4 valori da 40 c. ciascuno.
- Palestina - 1948 - Serie aerea d'Egitto, soprastampata "Palestine" - Serie di 12 valori. Nel '53 vennero riemessi anche con sbarre orizzontali (come nell'Egitto).
- Panamá - 1929 - Francobolli per gli Espressi, soprastampati con nuovo valore e "Correo Aereo" - Serie di 5 valori.
- Panama (Canale) - 1929 - Tipi di Posta ordinaria, soprastampati "Air Mail" e nuovo valore - Serie di 2 valori.
- Papuasia - 1930 - Francobollo di Posta ordinaria, soprastampato con "Air Mail" - 3p. verde azzurro e grigio - 1 valore. Dello stesso anno una serie di 3 valori, con soprastampa in carminio di un piccolo aereo.
- Paraguay - 1929 - Francobolli di Posta ordinaria, soprastampati "Correo Aéreo Habilitado en $-.--", con al posto delle righette il valore. Serie di 6 valori. Il Paraguay ha una nutrita quantità di francobolli dedicati alla Posta aerea.
- Ras al Khaima - 1967 - Signori Arabi - Serie di 5 valori.
- Repubblica Centrafricana - 1960 - Uccelli diversi - Serie di 3 valori (100, 200 e 300 Fr.).
- Reunion - 1937 - Volo Speciale "Roland Garros" - Francobollo ordinario da 50 cent. soprastampato in azzurro (raro). Noto anche con la soprastampa capovolta.
- Rwanda - 1964- Unione Africana e Madagascar delle Poste e Telecomunicazioni - Serie di 3 valori. Emessi anche non dentellati.
- Ryu-Kyu - 1950 - Colomba in volo - Serie di 3 valori.
- S.Lucia - 1967 - Proclamazione di associazione alla Gran Bretagna - Cartina dell'isola - 1 valore - 15 cent. azzurro chiaro.
- S.Pierre et Miquelon - 1942 - A favore delle opere di protezione dell'infanzia indigena - 2 valori - Non emessi.
- S.Tomé e Príncipe - 1938 - Francobolli aerei tipo dell'Angola, con legenda "S.Tomé" - Serie di 9 valori. Emessa l'anno seguente con la legenda "S.Tomé e Principe".
- Sahara spagnolo - 1941 - Serie aerea di Spagna, con Soprastampa "Sahara español" - Serie di 7 valori.
- Salvador - 1930 - Francobolli ordinari, soprastampati con nuovo valore e "Servicio Aéreo" - Serie 5 valore.
- Senegal - 1935 - Aereo in volo - Serie di 11 valori. (Il valore da 2 Fr. è noto anche non dentellato)
- Sharjah - 1963 - Sceicco e carta dell'Emirato - Serie di 6 valori. Sono noti anche con soprastampa per la Dipendenza Khor Fakkan - Serie di 18 valori di Sharjah soprastampati.
- Siam - 1925 - Garuda in volo - Serie di 8 valori. (Esiste anche soprastampata localmente per servizio interno).
- Somalia italiana - 1934 - 2ª Esposizione d'Arte Coloniale a Napoli - Serie di 6 valori. Valore da 25 cent. soprastampato per il Servizio Aereo Speciale (Raro). Del 1950/51 la prima Serie aerea dell'A.F.I.S. (Amministrazione Fiduciaria Italiana in Somalia), Serie di 11 valori, aereo in volo.
- Soudan francese - 1940 - - Aereo in volo - Tipo della Costa d'Avorio con legenda "Soudan francais." - 5 valori.
- Sudan (indipendente) - 1931 - Francobolli ordinari soprastampati "Air Mail" - Serie di 3 valori.
- Sud West Africa (S.W.A.) - 1930 - Francobolli aerei di Sudafrica, soprastampati "S.W.A." - Serie di 2 valori.
- Suriname - 1930/41 - Allegoria di Mercurio - Serie di 10 valori (il valore da 5 Gulden verde-blu è raro).
- Siria - 1920 - Francobolli ordinari soprastampati  "Poste Par Avion" in un rettangolo. Serie di 3 valori. Questi francobolli furono utilizzati nelle tratte aeree Alep - Alessandria d'Egitto e Alep - Deir-ez-Zoor. Altri valori furono emessi l'anno seguente.
- Sudafrica - 1925 - Aereo in volo - Serie di 4 valori.
- Taiwan - 1950 - Francobollo di Choueng-Tchang, non dentellato - litografia - 60 c. blu scuro - 1 valore (simile ai francobolli ordinari dello stesso periodo, con caratteri diversi).
- Ciad - 1960 - Giochi Olimpici di Roma - Francobollo di Africa Equatoriale francese, soprastampato - 250 Fr. su 500 F. - 1 valore.
- Territorio Antartico Francese - 1948 - Francobollo aereo di Madagascar da 50 Fr. soprastampato "Terre Adélie - Dumont D'Urville 1840" - 1 valore.
- Thailandia - 1942/43 - Monumento alla democrazia a Bangkok - Serie di 5 valori.
- Timor - Serie di Posta aerea tipo di Angola, con legenda "Timor" - Serie di 9 valori.
- Togo - 1940 - Aereo in volo - Tipo della Costa d'Avorio con legenda "Togo" - 5 valori.
- Tongo - 1963 - Serie delle monete d'oro - Formato tondo - Serie di 6 valori. Nel 1962 è stata emessa una Serie dedicata all'emancipazione della donna, Serie di 6 valori - Serie ordinaria soprastampata in rosso, per il Servizio per la Posta Aerea (rara).
- Tunisia - 1919 - Francobollo ordinario soprastampato in carminio-bruno - 30 c. su 35 c. Sono note molte varietà.
- Umm al Qiwain - 1965 - Sceicco Ahmed Bin Rashid al-Moalla e soggetti diversi - Serie di 9 valori (Air Mail) e Serie di 4 valori per il Servizio di Posta Aerea (Air Mail on states's service).
- Uruguay - 1921 - Francobolli ordinari, soprastampati con un aereo e la scritta "Correo Aéreo" - Serie di 3 valori da 25 c. (soprastampe in vari colori). Da segnalare nel 1924 una nota emissione di Posta aerea, Serie di 3 valori (Aereo in volo).
- U.S.A. - 1918 - Aereo Curtiss "Jenny" in volo - Serie di 3 valori (6c. rosso arancio, 16 c. verde e 24 c. rosso carminio e blu). Il valore da 24 centesimi è famosissimo per la sua rara varietà "centro capovolto", in cui sembra che il pilota faccia le acrobazie in volo. Questa varietà si può dire sorella del francobollo del 1901 anch'esso bicolore, di posta ordinaria da 4c., della Serie per l'Esposizione di Buffalo, in cui figura un'automobile capovolta. Sono entrambi esemplari battuti alle aste con grandi profitti.
- Venezuela - 1930 - Inaugurazione del trasporto postale interno con l'Aeropostale - Serie emesse in due tirature (nel '30 a Caracas, Serie di 16 valori, e nel '32 tiratura di Londra su fondo di sicurezza colorato, Serie di 24 valori). Le stesse due serie delle tirature esistono con la perforazione "G N", Servizio per la Posta Aerea.
- Viet-Nam - 1952 - Soggetti allegorici - Serie di 3 valori.
- Wallis et Futuna - 1942 - A favore delle opere di protezione dell'infanzia indigena - 2 valori - Non emessi.
- Yemen - 1947 - Aereo in volo su Sana'a - Serie di 2 valori.